# تشانغ أندا
تشانغ أندا (بالصينية: 張安達) هو لاعب سنوكر صيني، ولد في 25 ديسمبر 1991 في غوانغدونغ في الصين.

## روابط خارجية
- تشانغ أندا على موقع CueTracker.net (الإنجليزية)
- تشانغ أندا على موقع بطولة العالم للسنوكر (الإنجليزية)